# Ion Zlotea
Ion Zlotea (n. 22 iunie 1898, satul Țegheș, comuna Domnești, jud. Ilfov — d. 13 martie 1978, București) a fost un cunoscut cobzar virtuoz și lăutar din România, de etnie romă.

## Biografie
S-a născut la 22 iunie 1898 în satul Țegheș din comuna Domnești, județul Ilfov. De la vârsta de 5 până la 9 ani a învățat să cânte la cobză, acompaniind pe un frate mai mare, violonist. La vârsta de 10 ani, îi întrecea pe toți cobzarii din vatra lăutărească a satului. La vârsta de 12 ani vine la București, unde cântă vreme îndelungată prin diferite cârciumi și restaurante. Într-o vreme a învățat să cânte la contrabas, deoarece cobza se cerea din ce în ce mai rar.
În 1937, după ce și-a impus talentul în restaurantele bucureștene, este luat de violonistul Grigoraș Dinicu la Paris, la Expoziția Internațională, unde ia lecții de teorie muzicală de la compozitorul Neaga, pe atunci pianist în orchestra lui Dinicu.
În 1939 cântă cu diferite formații în Italia (la Veneția) și în Cehoslovacia (la Praga și Bratislava).
În 1949 intră în atenția publicului larg odată cu numirea sa în postul de cobzar al Orchestrei „Barbu Lăutaru” a Institutului de Folklor, cu care realizează un concert la Moscova în același an.
În 1950 întreprinde un concert în URSS cu Ansamblul de cântece și dansuri al Consiliului Central al Sindicatelor.
În 1956, alături de profesorul Constantin Zamfir, participă la realizarea primei metode de cobză, un lucru cu totul neașteptat în perioada respectivă, deoarece instrumentul începuse să dispară din tarafurile tradiționale. 
A fost unicul profesor de cobză între 1949-1952 la o școală pe lângă Institutul de Folklor și apoi, în perioada 1953-1955, la Școala de muzică nr. 1 din București, actualul liceu de muzică „Dinu Lipatti”.
Primele înregistrări le realizează la Radio România în 1952, sub bagheta dirijorului Victor Predescu.
În 1976 lansează un disc cu patru piese de muzică lăutărească (orășenească) în care prezintă potențialul real al cobzei pentru solistică, avându-l ca șef de formație pe violonistul Florea Cioacă.

## Decesul
Moare la data de 13 martie 1978 la București.

## Distincții
A fost distins în august 1954 ca „Laureat al Premiul de Stat” al Republicii Populare Române pe anul 1952, obținând și suma de 30.000 de lei.

## Aprecieri
„Ion Zlotea cel mai rafinat cobzar din Muntenia și unul din puținii veritabili pedagogi ai cobzei în secolul XX, poreclit încă de tânăr „bătrânul lăutar” pentru stilul său arhaic.”—Tiberiu Alexandru — etnomuzicolog
„Ion Zlotea, veritabil cobzar, este și astăzi, încă, păstrat ca model de execuție desăvârșită, de actualii cobzari...”— Bogdan-Mihai Simion — cobzar

## Discografie
Ion Zlotea a înregistrat numai la Societatea Română de Radiodifuziune și la casa de discuri Electrecord.

### DiscuriElectrecord
| An   | Număr de catalog                   | Format                 | Piese | Acompaniament                                                                                                  |
| 1955 | EPA 1882                           | shellac, 25 cm, 78 RPM | Săbărelul Păsărică de pe lac | O.M.P.R., dirijor Victor Predescu                                                                              |
| 1958 | EPA 2414                           | shellac, 25 cm, 78 RPM | Sârba pe bătăi Bulgăraș de gheață rece și Cocoșel cu două creste | Orchestra Nicu Stănescu                                                                                        |
| 1958 | EPA 2415                           | shellac, 25 cm, 78 RPM | Să-mi cânți cobzar bătrân (vocal) Vlăsceneasca lui Zlotea | Orchestra Nicu Stănescu                                                                                        |
| 1958 | EPC 123                            | vinil, 17 cm, 33 ⅓ RPM | 1. Să-mi cânți cobzar bătrân (vocal) 2. Vlăsceneasca lui Zlotea 3. Sârba pe bătăi 4. Bulgăraș de gheață rece și Cocoșel cu două creste | orchestra Nicu Stănescu                                                                                        |
| 1976 | 45-STM-EPC 10.470                  | vinil, 17 cm, 45 RPM   | 1. Ce mi-e mie drag pe lume 2. Horă 3. Șapte văi și-o vale-adâncă 4. Hora lui Zlotea | orchestra Florea Cioacă                                                                                        |
| 2011 | EDC 1006 Să-mi cânți cobzar bătrân | compact disc           | 1. Să-mi cânți cobzar bătrân (vocal) 2. Sârba pe bătăi 3. Săbărelul 4. Șapte văi și-o vale-adâncă 5. Bulgăraș de gheață rece 6. Hora lui Zlotea 7. Păsărică de pe lac 8. Cocoșel cu două creste 9. Vlăsceneasca lui Zlotea 10. Ce mi-e mie drag pe lume | orchestrele: Nicu Stănescu (1, 2, 5, 8, 9), Florea Cioacă (4, 6, 10), O.M.P.R., dirijor Victor Predescu (3, 7) |

### Discuri Contrepoint (Franța)
| An   | Număr de catalog                             | Format           | Piese                                                        | Acompaniament                                                      |
| 1955 | MC 20.098 Musique Populaire Roumaine, Vol. 1 | vinil, LP, 25 cm | A1. a) Șapte văi și-o vale adâncă, b) Hora bătrânului cobzar | Orchestra Casei de Cultură din București, dirijor Ionel Budișteanu |

### ÎnregistrăriRadio România
| An   | Format          | Piese                      | Acompaniament                     | Note                            |
| 1952 | bandă magnetică | De unde vii făi lele       | O.M.P.R., dirijor Victor Predescu | —                               |
| 1952 | bandă magnetică | Păsărică de pe lac         | O.M.P.R., dirijor Victor Predescu | transpuse și pe discul EPA 1882 |
| 1952 | bandă magnetică | Săbărelul                  | O.M.P.R., dirijor Victor Predescu | transpuse și pe discul EPA 1882 |
| 195x | bandă magnetică | Chindia                    | O.M.P.R., dirijor Victor Predescu | —                               |
| 195x | bandă magnetică | Foaie verde trei agude     | O.M.P.R.                          | —                               |
| 195x | bandă magnetică | Geamparalele de la Ducești | O.M.P.R.                          | —                               |
| 195x | bandă magnetică | Hora de la Țegheș          | O.M.P.R.                          | —                               |
| 195x | bandă magnetică | Hora lui Zlotea            | O.M.P.R.                          | —                               |